# Francisco Mira i Botella

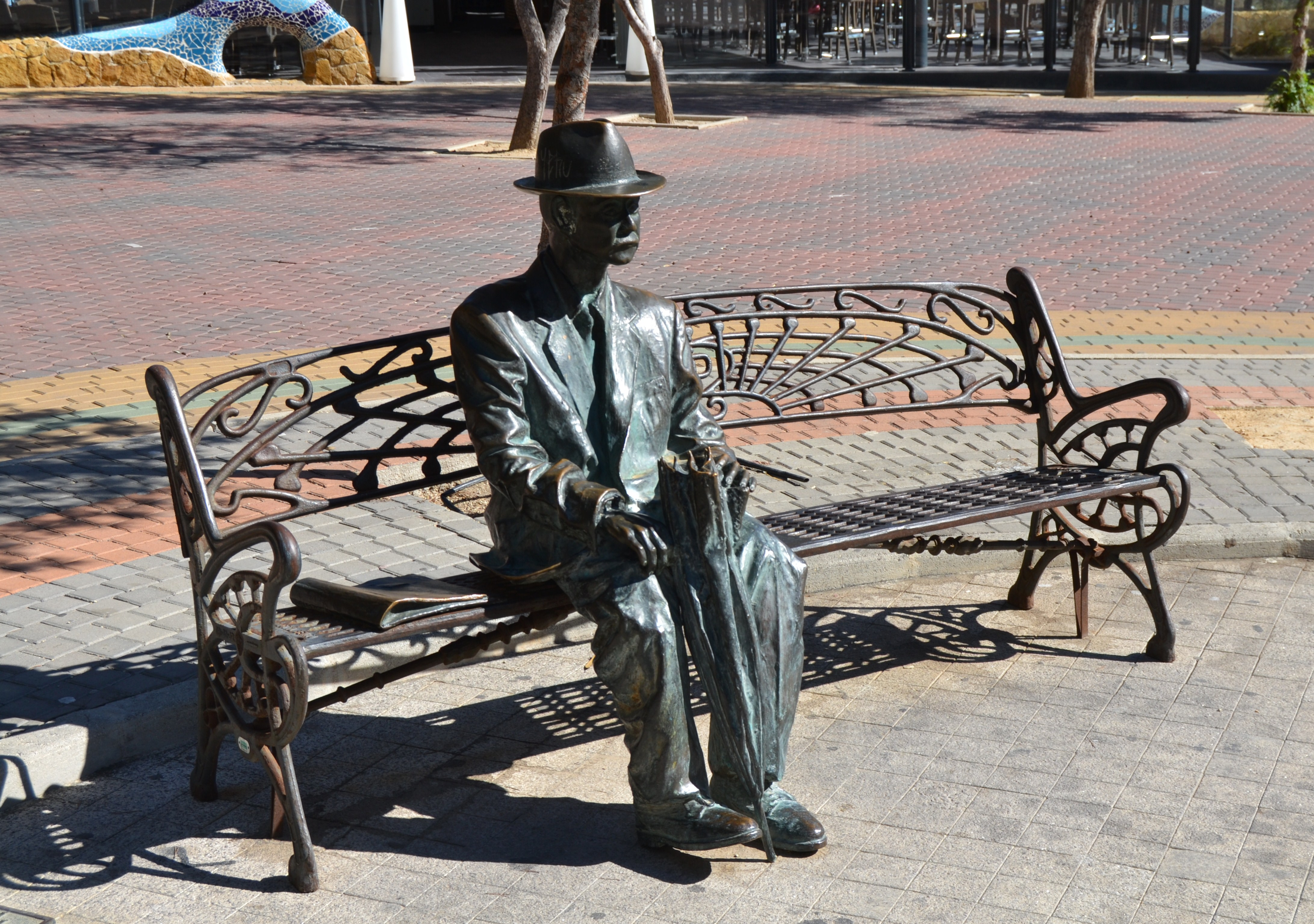
Estàtua de l'enginyer Francisco Mira i Botella a Guardamar del Segura.

Francisco Mira i Botella (Asp, Vinalopó Mitjà 1862 - Fondó de les Neus, Vinalopó Mitjà 1944) va ser un enginyer valencià, reconegut per les tasques de repoblació forestal dutes a terme a la Pineda de Guardamar del Segura l'any 1896 i la repoblació del Benacantil, a la ciutat d'Alacant, a partir de 1912.

## Repoblació a Guardamar del Segura
A partir de la primavera de l'any 1896, Mira i Botella va iniciar el projecte de repoblació de les dunes d'aquesta població del Baix Segura, el qual s'estendria durant tres dècades.
L'objectiu d'aquesta actuació era detenir a la platja la sorra que arruixava la mar, així com fixar una extensió que evités la invasió de la localitat. La repoblació es va començar amb la construcció d'una duna litoral artificial, la qual actuava de barrera davant l'avanç de la sorra, mitjançant una tanca d'estaques de fusta de metre i mig d'alçada i separades entre si per 2-3 centímetres, ubicades a uns 70 metres de la línia de costa. D'aquesta manera, l'estacat filtrava l'arena que s'originiva al talús intern. A mesura que aquests canyissos quedaven soterrats, es feien créixer amb altres de nous, fins que la contraduna va assolir els 4 metres d'alçada.
Posteriorment, l'enginyer va proposar la fixació d'un talús interior amb la plantació d'espècies vegetals com ara el pi pinyer, el pi blanc o el pinastre, protegits amb brancatges per evitar la incidència directa del sol. La repoblació es va estendre entre Guardamar i Elx, unes 700 hectàrees en les quals es van plantar un total de 600.000 pins, juntament a 40.000 palmeres i 5.000 eucaliptus. També es van dur a terme 8 quilòmetres de camins, 14 quilòmetres de contradunes, tres vives, tres cases forestals i vivers. El cost del projecte va pujar fins a les 647.000 pessetes.
En paraules del mateix Mira i Botella: "Amb aquests treballs queda detinguda a la platja tota la sorra que el mar llança. La fixació de les dunes és tan completa, que encara en els dies de llevant fort, es creua per ella sense que noti el moviment de les sorres. Hem evitat que el poble de Guardamar de 3.000 habitants, desaparegui sepultat juntament amb els terrenys de la seva fèrtil horta."
En aquesta localitat hi ha una Casa-Museu amb el seu nom així com dues estàtues en la seua memòria.

## Repoblació a Alacant
L'any 1912 se li encarrega la tasca de reforestar el Benacantil, la muntanya que corona el centre d'Alacant i en el cim del qual el Castell de Santa Bàrbara. Va realitzar abancalaments en els quals es van plantar pins, la majoria dels quals encara hi viuen.
Alacant li va dedicar el 1923 un carrer al vessant del Benacantil (avui desaparegut) nomenant dos anys després Fill Adoptiu de la ciutat i concedint-li la medalla d'argent d'Alacant.